# MTHFD2
Metilentetrahidrofolato deshidrogenasa / ciclohidrolasa bifuncional, mitocondrial es una enzima que en humanos está codificada por el gen MTHFD2 .
Este gen codifica una enzima bifuncional mitocondrial codificada en el núcleo con actividades metilentetrahidrofolato deshidrogenasa y meteniltetrahidrofolato ciclohidrolasa. La enzima funciona como un homodímero y es única en su requerimiento absoluto de magnesio y fosfato inorgánico. La formación del complejo enzima-magnesio permite la unión de NAD. El empalme alternativo da como resultado múltiples transcripciones que codifican diferentes isoformas. Este gen tiene un pseudogén en el cromosoma 7.